# Escuadra Ecuestre Palmas de Peñaflor
La Escuadra Ecuestre Palmas de Peñaflor es una agrupación que representa internacionalmente la identidad chilena, la chilenidad, mediante un espectáculo que homenajea principalmente la íntima relación entre el campesino huaso y su caballo chileno. Incluye pruebas del movimiento de la rienda, como el «desplazamiento de lado», la «entrada de patas» y las «vueltas sobre parado», acompañadas por una cantora de rodeo que interpreta cuecas y tonadas chilenas al son de un arpa chilena como «Con permiso soy la cueca», «Mi nombre se llama Chile» y «Viva Chile». Es danzada, por ejemplo, cueca a caballo y sau sau de Rapa Nui. Su director es Alfredo Moreno Echeverría y participa la compañía artística local Evenmax.

## Historia
Fue fundada en 1991 en la comuna de Río Claro en la región del Maule por el empresario Alfredo Moreno Charme junto con su familia y bautizada para evocar las palmas chilenas presentes en su fundo Peñaflor. En 2000, representó a Chile en la apertura de la Feria de Palermo en Buenos Aires, Argentina. En 2012, arribó a Europa, presentándose en la Plaza de toros de Sevilla, la Real Escuela Andaluza del Arte Ecuestre en Jerez de la Frontera y las Caballerizas Reales de Córdoba en España. El periplo culminó en el Castillo de Windsor, producto de una invitación cursada por la reina Isabel II del Reino Unido, donde participó en el Diamond Jubilee Pageant, la celebración de sus 60 años de reinado. En 2013, fue de gira por México y en 2016, volvió a las arenas del Castillo de Windsor, esta vez ante la Reina Isabel II en The Queen's 90th Birthday Celebration, la celebración de su cumpleaños número 90. Desde entonces, recorrió Rusia, Alemania e Inglaterra.